# Пузна
Пузна (Прискуха) — река в России, протекает в Локнянском районе Псковской области. Устье реки находится в 41 км по правому берегу реки Локня. Длина реки составляет 82 км, площадь водосборного бассейна 391 км². У устья ширина реки — 12 метров, глубина — 1 метр.
Исток реки находится на территории Миритиницкой волости (озеро Алё или Миритиницкое, 202,6 м нум). У истока стоит деревня Пузево и, восточнее, озеро Пузево, ниже по течению деревня Каменка. Дальше река протекает по территории Самолуковской волости. Здесь по берегам реки стоят деревни Синихово (с нежилой Филоново), Щепуново, Черепяги, Каленидово, Сысоево, Прискуха, Шерехово. Устье реки находится на территории Локнянской волости. Высота устья — 88 м над уровнем моря.
В 17 км от устья, по левому берегу реки впадает река Вихринка.
Система водного объекта: Локня → Ловать → Волхов → Нева → Балтийское море.

## Данные водного реестра
По данным государственного водного реестра России относится к Балтийскому бассейновому округу, водохозяйственный участок реки — Ловать и Пола, речной подбассейн реки — Волхов. Относится к речному бассейну реки Нева (включая бассейны рек Онежского и Ладожского озера).
Код объекта в государственном водном реестре — 01040200312102000023025.